# Organisation Kanzler
Die Organisation Kanzler, abgekürzt Orka, war eine im Mai 1920 gegründete und nach ihrem Leiter, dem Geometer und stellvertretenden Landesleiter der bayerischen Einwohnerwehren Rudolf Kanzler (1873–1956), benannte Vereinigung verschiedener Wehrverbände der politischen Rechten Österreichs und Bayerns. Ziel der Orka war es, die Heimwehrgruppen in den österreichischen Bundesländern, die sich 1918/19 zumeist als „Selbstschutzverbände“ konstituiert hatten, finanziell und logistisch zu unterstützen, zu bewaffnen und mit entsprechenden Organisationen in Bayern zu einer „Alpenföderation“ zu vereinen. Die Aktivitäten der Organisation, die bis 1921 einen beträchtlichen Einfluss auf die österreichischen Heimwehren ausübte, richteten sich somit nicht nur eindeutig gegen die wesentlich von den Sozialdemokraten getragene österreichische Erste Republik, sondern sollten auch dem Fernziel eines „Anschlusses“ Österreichs ans Deutsche Reich dienen.

## Organisation der Orka
- Landesführer: Major a. D. Rudolf Kanzler
- Adjutant: Major a. D. Ludwig Fürholzer
- 1. Stabsleiter: Major a. D. August Hörl
- 2. Stabsleiter: Oberleutnant a. D. Karl Krazer
- Finanzreferent: Dr. Otto W. Guthmann
- Waffenreferent: Major a. D. Franz Härtl
- Nachrichtendienst: Oberleutnant a. D. Alfred Bauer
- Presse und Propaganda: Professor Bernhard Stempfle
- Bürovorstand: Leutnant a. D. Karl Kugler
- Kassenwart: Anton Lehner
- Registratur: Max Göschl
- Schreibkraft: Marion Uhl
- Verbindungsoffiziere: Oberstleutnant Otto von Berchem, Major Hans Voit von Voithenberg, Leutnant Junginger, Leutnant Altmann

(Quelle: )